# Agriculture en Inde
L'agriculture en Inde est un secteur économique important de l'Inde et l'une des productions agricoles les plus importantes de la planète. Le secteur emploie près des deux-tiers de la population active (49 % des emplois en 2012). Mais de graves difficultés apparaissent liées peut-être au changement climatique, à la pollution par les pesticides et à l'endettement d'une grande partie des paysans indiens.

## Histoire

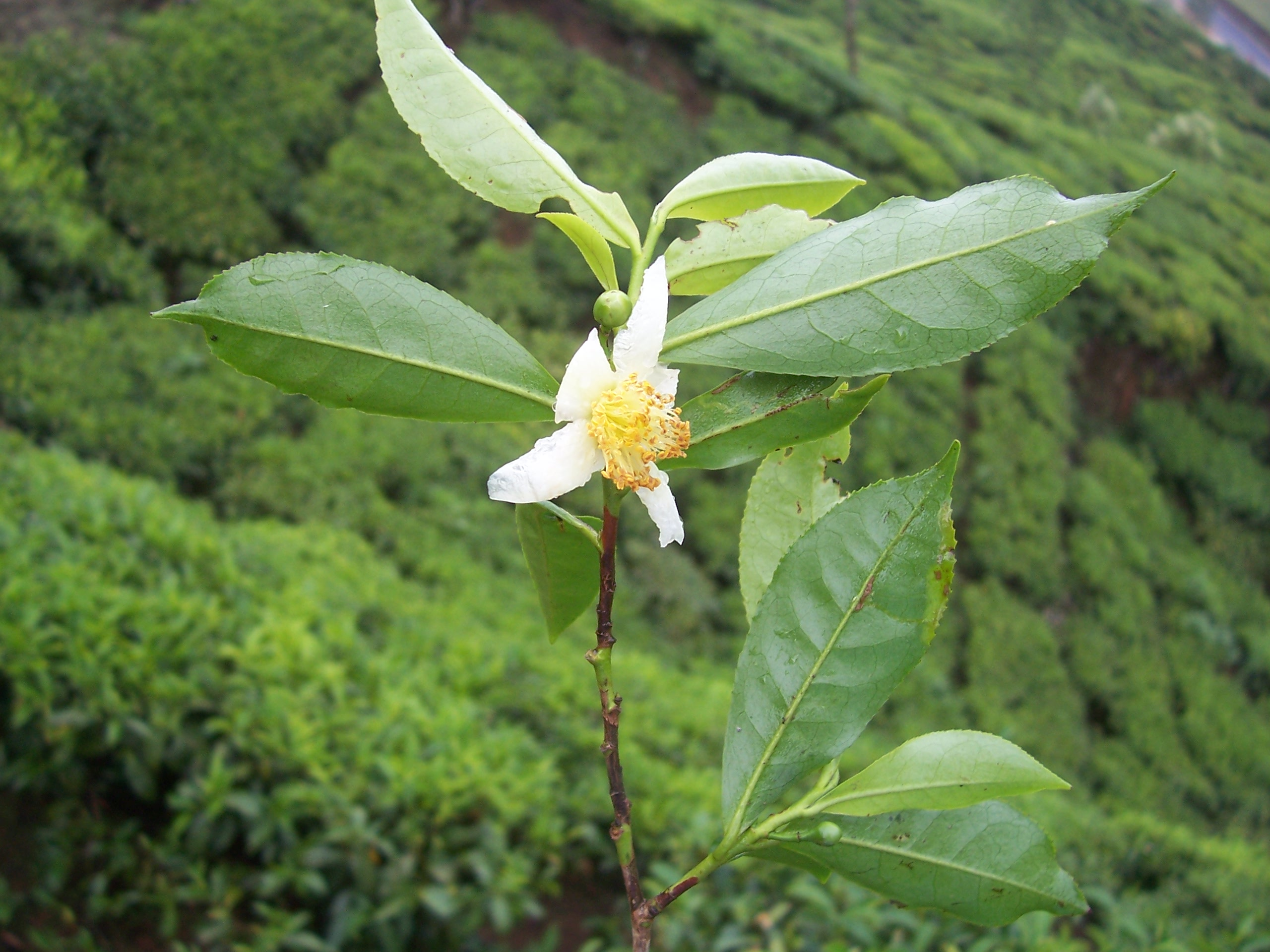
Fleur du théier (Inde).

Historiquement, l'Inde était cultivée depuis l'Antiquité. Oryza sativa (riz asiatique) provient de divers événements de domestication ayant eu lieu environ 5000 ans av. J.-C. en Inde du Nord.
La colonisation a développé certains secteurs comme le thé, introduit en Inde au XIXe siècle. Entre 1840 et 1860, l'Angleterre multiplie par huit ses importations de coton indien : 463 000 balles contre 56 923, mais avec des inconvénients: elle a introduit le coton américain en Inde, avec ses maladies végétales, et parasites, comme le ver de la capsule.

### Histoire contemporaine
Après 1950, des réformes agraires de la révolution verte sont mises en place, mais l'extension des terres agricoles voient leurs limites dès les années 1950-1960. En 1951, les surfaces agricoles sont de 119 millions d'hectares, dont 21 millions sont irriguées. L'objectif est alors d'augmenter les rendements agricoles notamment via l'irrigation, permettant 2 à 3 récoltes par an. L'utilisation de pompes motorisés est financièrement soutenues dans certains états.
Dans les années 1950 et 60, une des réformes les plus importantes est un remembrement agricole notamment dans les états de l'Uttar Pradesh et de l'Haryana. En 1965, la Food Corporation of India est créée pour stocker les denrées agricoles pour éviter les disettes, ainsi que pour subventionner l'achat de denrées agricoles à la population pauvre.
La population agricole s’enrichit relativement grâce à l'amélioration des rendements dans les régions les plus productrices notamment, le Pendjab, l'Uttar Pradesh, l'Haryana et les deltas rizicoles du sud de l'Inde. Les régions du Bihar, du Bengale occidental, de l'Orissa connaissent des hausses de rendements plus tardifs ou plus limités, alors que le Deccan et une grande partie de l'Inde du Sud ont été moins touchés par la révolution verte, de par la difficulté d'accès à l'irrigation dans des régions montagneuses et semi-arides.
L'Inde parvient à couvrir les besoins alimentaires essentiels de sa population depuis les années 1970. La production de blé a été multipliée par 6 et la production de riz par 4 entre 1961 et 2003. Le maraichage, les cultures commerciales et l'élevage laitier (notamment grâce à la « révolution blanche ») se développent également. En parallèle, l'agriculture indienne se motorise.
Cependant dès les années 1980, les investissements soutenus dans l'agriculture et le monde rural ralentissent, l'exode rural et la disparité de niveau de vie entre villes et campagnes s'accentuent. Le réseau électrique, indispensable pour faire tourner les moto-pompes, se dégradent fortement, ainsi que les réseaux publics d'irrigations, qui manquent également d'investissements pour être étendues plus rapidement. Les équipements maintenant la chaîne du froid sont peu utilisés, induisant des pertes importantes dans les denrées périssables. De plus, les sols dans certaines régions sont surexploités ou mal amendés, ennoyés ou salinisés.
Pourtant entre 1981 et 2002, la part des dépenses liées à la consommation de céréales baisse. La consommation de lait triple sur la même période atteignant 91 millions de tonnes en 2002. Toujours entre 1981 et 2002, la production d'œufs quadruple. La consommation de sucre triple entre 1951 et 2002 et celle des fruits passe entre 1991 et 2002 de 12,7 millions de tonnes à 19,2 millions.
En 1995-1996, 61,6 % des exploitations agricoles du pays ont une superficie de moins de 1 hectare, 18,7 % mesurent entre 1 et 2 hectares, 19,6 % mesurent plus de 2 hectares, pour au total de 116 millions d'exploitations. En 2000-2001, les surfaces agricoles sont de 141 millions d'hectares, dont 55 millions sont irriguées. Les mois de l’année propices à l’agriculture de Indonésie sont octobre à avril.
Au cours des dernières décennies, les paysans ont vu leurs revenus diminuer et leurs dettes augmenter. Une étude publiée en 2020 par l’université agricole du Pendjab indique que les paysans du Pendjab sont endettés à hauteur de quatre fois leur revenu annuel. Ces vingt dernières années, 300 000 paysans se sont suicidés en Inde. En 2018, des manifestations rassemblant des dizaines de milliers de paysans se multiplient ; ceux-ci dénoncent notamment les très forts taux d'endettement et de suicides.
Le gouvernement de Narendra Modi décide en 2020 de libéraliser la commercialisation des produits agricoles en permettant aux producteurs de vendre directement aux entreprises privées, une mesure qui entrainerait la disparition des prix minimum garantis. Cette décision, susceptible d'appauvrir encore davantage les paysans, entraine une mobilisation nationale conduite par les syndicats et provoque la controverse au sein même du gouvernement.

## Climat et sols

Dates du début de la mousson estivale en Inde (couleurs). Vents dominants (flèches) durant les moussons estivales et hivernales

Le climat en Inde est fortement influencé par l'Himalaya et le désert du Thar. Le massif de l'Himalaya, de même que la chaîne de l'Hindū-Kūsh au Pakistan, constituent tous deux une barrière naturelle arrêtant les vents froids venant d'Asie centrale, maintenant ainsi au sein du sous-continent indien des températures plus élevées que dans la plupart des lieux situés aux mêmes latitudes. Le désert du Thar attire les vents de mousson chargés d'humidité qui sont responsables de la plus grande partie des précipitations en Inde.
Traversées par le Gange, le Brahmapoutre et l'Indus et bénéficiant davantage des bienfaits de la mousson, les régions au nord du pays sont les plus fertiles. La ceinture indo-gangétique est la plus grande étendue d'alluvions du monde, formée par le dépôt de limon provenant des nombreuses rivières environnantes. Les plaines sont plates et le plus souvent dénuées d'arbres, favorisant ainsi l'irrigation au moyen de canaux. La zone est également riche en sources d'eau naturelle.
Cette plaine est l'un des plus grands espaces d'agriculture intensive au monde. Les cultures poussant sur la plaine indo-gangétique sont en premier lieu le riz et le blé, via le système de rotation des cultures. Les autres cultures incluent le maïs, la canne à sucre et le coton.
L'agriculture est très dépendante de la mousson pour l'irrigation. Dans certaines régions, une mousson trop faible engendrera un déficit d'eau qui entrainera la perte des récoltes.
Ces dernières années, les événements météorologiques extrêmes, avec des sécheresses, des canicules et des cyclones récurrents, sont un facteur majeur de la chute de revenus des fermiers. Selon le Centre for Science and Environment, la plus grande ONG environnementale de l'Inde : « On fait face à une crise agricole, avec une vague de suicides de fermiers et des manifestations paysannes qui se sont multipliées par trois. »

## Pratiques agricoles

### Cultures et mousson
Kharif désigne les cultures et récoltes au cours de la saison des pluies (mousson pluvieuse) dans la région d'Asie du Sud, qui dure entre avril et octobre en fonction de la zone envisagée. Les cultures kharif principales sont le mil et le riz. Kharif contrastent avec rabi, les cultures irriguées de la saison sèche. Les deux mots sont arrivés avec les Moghols sur le sous-continent indien et sont largement utilisés depuis. Les cultures rabi sont semées à la mi-novembre, après que les pluies de mousson sont terminées, et la récolte commence en avril/mai. Les cultures sont cultivées soit avec l'eau de pluie qui a percolé à travers le sol, ou soutenues par l'irrigation. Une bonne pluie en hiver gâte les cultures rabi mais est bon pour les cultures kharif. La récolte rabi majeure en Inde est le blé, suivi par l'orge, la moutarde, le sésame et les pois. Les pois sont récoltés tôt, car ils sont prêts tôt: les marchés indiens sont inondés avec des pois verts de janvier à mars, avec un pic en février. Les cultures kharif sont généralement semées avec le début des premières pluies vers la fin mai dans le sud du Kerala au cours de l'avènement de la saison de mousson du sud-ouest. Comme les pluies de la mousson avancent vers le nord de l'Inde, les dates de semis varient en conséquence et atteignent juillet dans le nord de l'Inde.
La moitié de la production agricole du pays est semée entre les mois de juin et septembre.
Seulement la moitié des terres sont irriguées. Les pratiques sont donc largement dépendantes de la mousson. À chaque publication d’un bulletin de prévision, des SMS sont envoyés à des millions d’agriculteurs pour qu’ils adaptent leurs semences en fonction du niveau des précipitations. A elle seule, la mousson peut faire varier la croissance du PIB indien de 0,5 point. Les trois quarts des produits issus des cultures les plus gourmandes en eau souterraine sont exportés par trois pays : l’Inde (riz et coton, surtout vers la Chine), les États-Unis (coton, blé, maïs et soja, vers la Chine, le Japon et le Mexique), et le Pakistan (surtout du riz, à destination de l’Iran, de l’Arabie saoudite ou du Bangladesh). L'impact est important sur les ressources en eau souterraine, qui sont exploitées plus vite qu'elles ne se renouvellent.

### OGM
L'arrivée des OGM a modifié fortement la culture de coton, le coton Bt est devenu très majoritaire (11,6 millions d'hectares en 2014) alors que 1 500 espèces de coton étaient cultivées dans le pays.

### Pesticides et impacts sur les populations
Dans les années 2010, les cas mortels d'encéphalite aigüe sur les enfants se sont amplifiés en Inde, au Bangladesh au Vietnam et en Thaïlande. Au Bangladesh, le lien à un cocktail chimique de pesticides est mis en évidence en 2017. En Inde, le gouvernement local du Kerala a estimé que l’usage à tort et à travers de l’endosulfan avait empoisonné 4 270 personnes et causé la mort de 500 autres depuis 1978. Ce pesticide est interdit en Inde depuis 2012, mais une utilisation en contrebande est suspectée.

### Agriculture biologique
De très nombreuses fermes sont bio sans le savoir, simplement parce que les paysans sont trop pauvres pour acheter des pesticides et des engrais. Il existe cependant une pression forte de l’industrie et des services publics pour les inciter à passer à l’agriculture chimique, censée leur apporter de meilleurs revenus.
La première rencontre nationale de l’agriculture biologique s’est tenue en 1984 à Wardha (Maharashtra) à l’initiative de l’Apigr, une association pour la promotion des ressources génétiques indigènes. Ensuite, chaque année, des congrès à thème ont eu lieu : conservation des semences, promotion des fermes bio, ressource en eau, révolution verte… Vers le milieu des années 1990, cette première organisation a passé la main à l’association Arise, animée par Bernard Declercq, un agriculteur d’Auroville. En 2002, à Bangalore, est née l’association des agriculteurs bio, l'Ofai (Organic Farming Association of India). En novembre 2017, l'Ofai a organisé avec l'Ifoam (International Foundation of Organic Agriculture Movements) à New Delhi le 19e Congrès mondial de l’agriculture biologique. Ce fut l'occasion de mieux connaître le mouvement de l’agriculture biologique en Inde.
L’Ofai a mis en place un système de garantie participative : ce sont les producteurs et les consommateurs qui vérifient que les produits sont bien cultivés en bio. Progressivement, des inspections ont été mises en place, dans un premier temps par des contrôleurs européens, puis, après leur formation, par des contrôleurs indiens.
Un État indien est précurseur en matière d'agriculture biologique, c'est le petit État du Sikkim, au nord-est du pays. Cet État s'est déclaré complètement bio en 2013.
Le gouvernement de l'État en question a également mis en place des mesures visant à faire de la possession de tout type de produits agrochimiques ou de pesticides un délit punissable. C'est une initiative qui a été suivie par des pays voisins comme le Bhoutan.
Mais à plus large échelle, le système agricole indien a favorisé une hyperspécialisation dévastatrice pour l’environnement :  « Les agriculteurs du Pendjab et de l’Haryana ont été incités à la monoculture chimique du riz et du blé. Aujourd’hui, les sols sont sans vie, les nappes phréatiques s’épuisent, les eaux sont polluées par les nitrates et les pesticides, et les agriculteurs endettés par des intrants et semences industrielles pourtant subventionnés » explique le chercheur Bruno Dorin, du Cirad.

## Productions

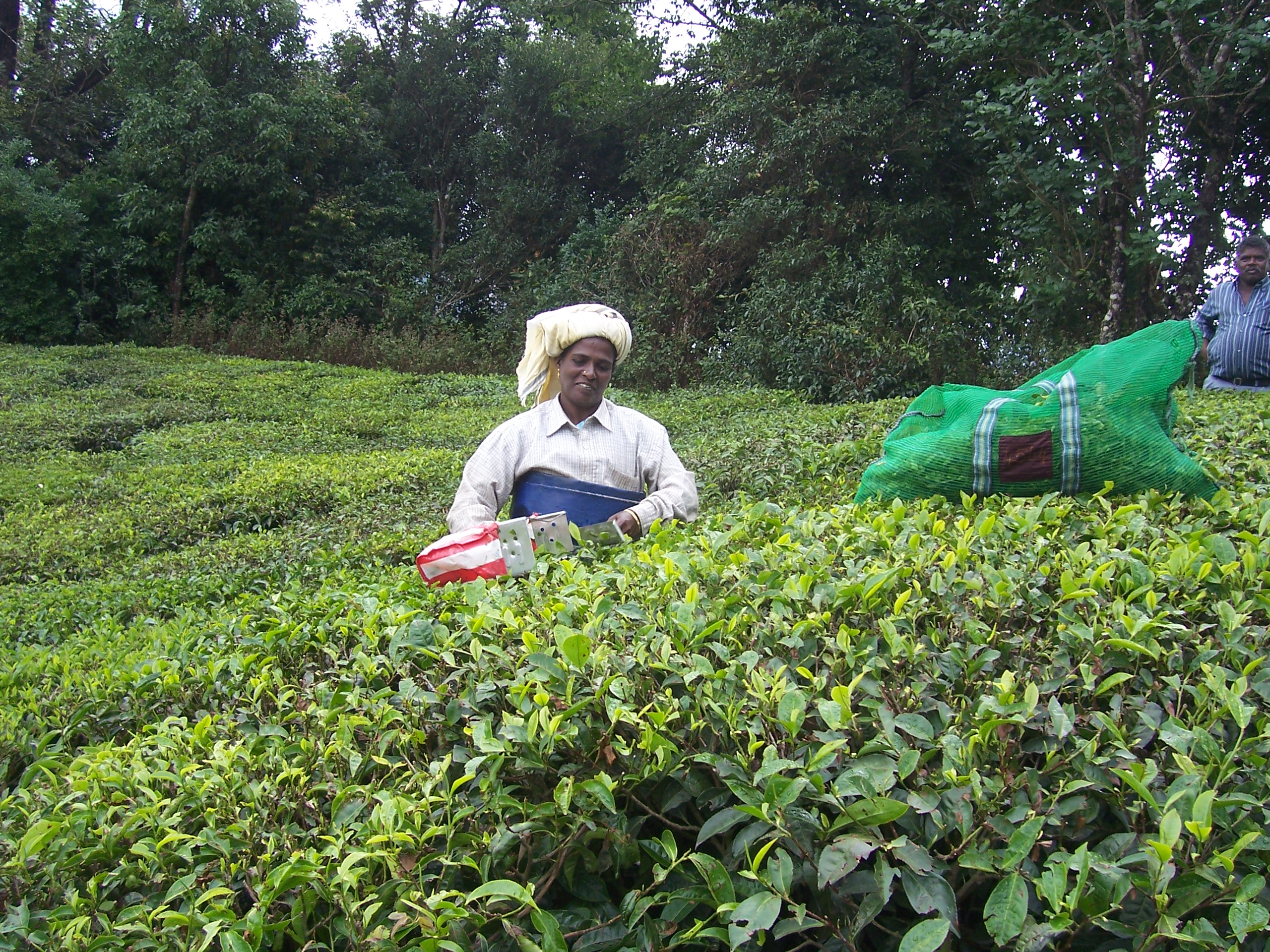
Cueillette du thé en Inde (Munnar).

Plantation de thé à Munnar, Inde, 2012.

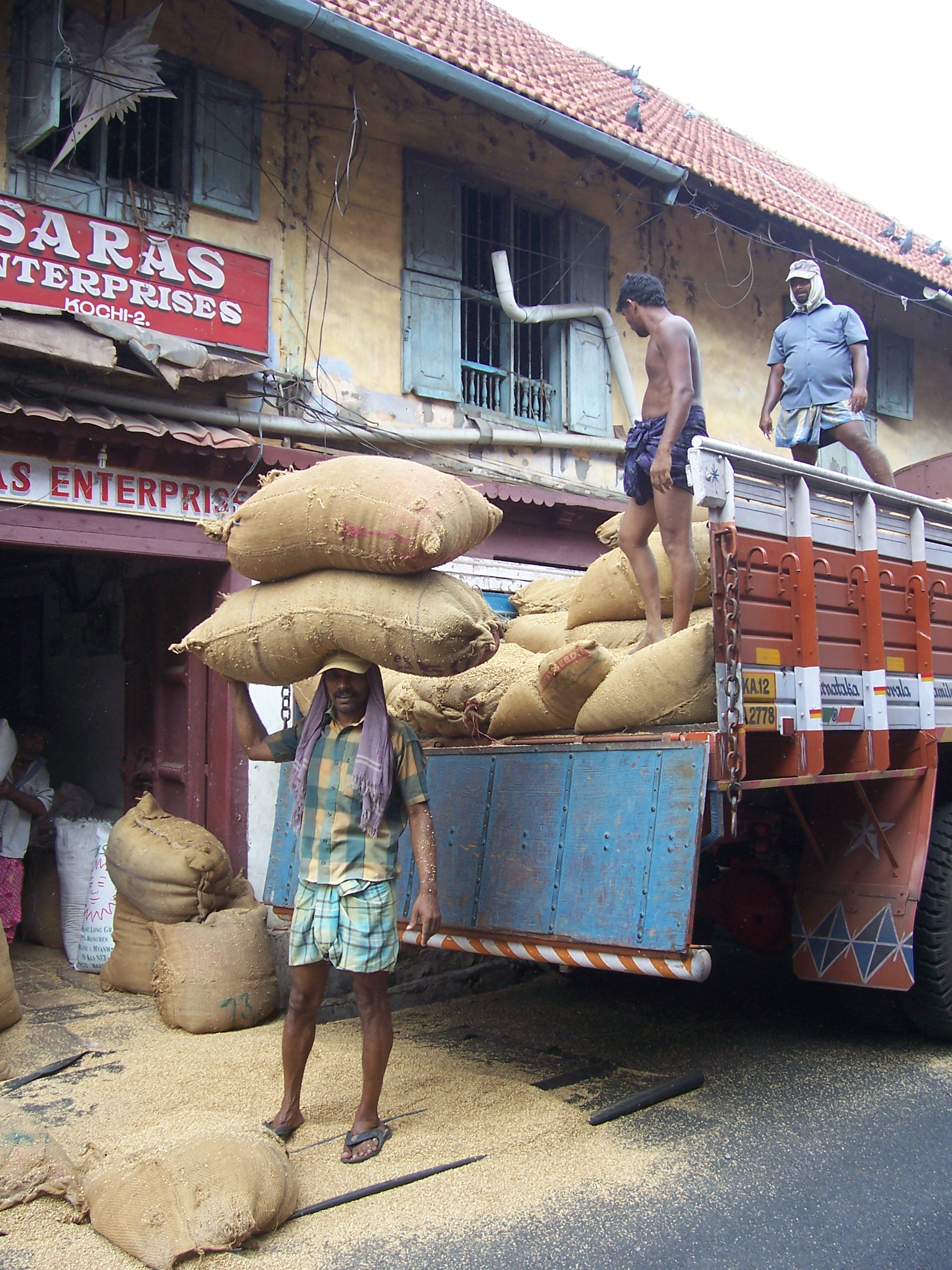
En Inde (2012, Cochin), des porteurs acheminent une production de riz dans les entrepôts du port.

La surface agricole utile (SAU) est de 180 millions d’hectares, dont 140 millions d’hectares sont en culture, soit environ 60 % de la surface du pays.
En 2018, l'Inde:
- C'était le deuxième producteur mondial de canne à sucre (376,9 millions de tonnes), dépassé seulement par le Brésil;
- C'était le deuxième producteur mondial de riz (172,5 millions de tonnes), juste derrière la Chine;
- C'était le deuxième producteur mondial de blé (99,7 millions de tonnes), juste derrière la Chine;
- C'était le deuxième producteur mondial de pomme de terre (48,5 millions de tonnes), seulement dépassé par la Chine;
- C'était le premier producteur mondial de banane (30,8 millions de tonnes);
- C'était le deuxième producteur mondial d'oignon (22 millions de tonnes), seulement dépassé par la Chine;
- C'était le septième producteur mondial de maïs (27,8 millions de tonnes);
- C'était le premier producteur mondial de mangue (y compris mangoustan et goyave) (21,8 millions de tonnes);
- C'était le deuxième producteur mondial de tomate (19,3 millions de tonnes), seulement dépassé par la Chine;
- C'était le premier producteur mondial de coton (14,6 millions de tonnes);
- C'était le cinquième producteur mondial de soja (13,7 millions de tonnes), perdant face aux États-Unis, au Brésil, à l'Argentine et à la Chine;
- C'était le deuxième producteur mondial de aubergine (12,8 millions de tonnes), seulement dépassé par la Chine;
- C'était le troisième producteur mondial de noix de coco (11,7 millions de tonnes), dépassé seulement par l'Indonésie et les Philippines;
- C'était le premier producteur mondial de millet (11,6 millions de tonnes);
- C'était le plus grand producteur mondial de pois chiches (11,3 millions de tonnes);
- C'était le deuxième producteur mondial de chou (9 millions de tonnes), seulement dépassé par la Chine;
- C'était le deuxième producteur mondial de chou-fleur et brocoli (8,8 millions de tonnes), dépassé seulement par la Chine;
- C'était le troisième producteur mondial de colza (8,4 millions de tonnes), dépassé seulement par le Canada et la Chine;
- C'était le troisième producteur mondial d'orange (8,3 millions de tonnes), dépassé seulement par le Brésil et la Chine;
- C'était le deuxième producteur mondial de arachide (6,7 millions de tonnes), seulement dépassé par la Chine;
- C'était le premier producteur mondial de haricot (6,2 millions de tonnes);
- C'était le premier producteur mondial de gombo (6,1 millions de tonnes);
- C'était le premier producteur mondial de papaye (5,9 millions de tonnes);
- C'était le deuxième producteur mondial de citrouille (5,5 millions de tonnes), seulement dépassé par la Chine;
- C'était le deuxième producteur mondial de pois (5,4 millions de tonnes), seulement dépassé par la Chine;
- C'était le cinquième producteur mondial de sorgho (4,8 millions de tonnes), dépassé seulement par les États-Unis, le Nigéria, le Soudan et l'Éthiopie;
- C'était le premier producteur mondial de citron (3,1 millions de tonnes);
- C'était le septième producteur mondial de raisin (2,9 millions de tonnes);
- C'était le quatrième producteur mondial de pastèque (2,5 millions de tonnes);
- C'était le septième producteur mondial de pomme (2,3 millions de tonnes);
- C'était le premier producteur mondial de jute (1,9 million de tonnes);
- C'était le quatrième producteur mondial de piment (1,8 million de tonnes);
- C'était le deuxième producteur mondial d'ail (1,7 million de tonnes), seulement dépassé par la Chine;
- C'était le sixième producteur mondial d'ananas (1,7 million de tonnes);
- C'était le 20e producteur mondial d'orge (1,7 million de tonnes);
- C'était le deuxième producteur mondial de lentille (1,6 million de tonnes), dépassé seulement par le Canada;
- C'était le huitième producteur mondial de patate douce (1,4 million de tonnes);
- C'était le deuxième producteur mondial de thé (1,3 million de tonnes), juste derrière la Chine;
- C'était le quatrième producteur mondial de melon (1,2 million de tonnes), seulement dépassé par la Chine, la Turquie et l'Iran;
- C'était le premier producteur mondial de gingembre (893 000 tonnes);
- C'était le premier producteur mondial de noix d'arec (809 000 tonnes);
- C'était le deuxième producteur mondial de noix de cajou (785 000 tonnes), seulement dépassé par le Vietnam;
- C'était le troisième producteur mondial de sésame (746 000 tonnes), dépassé seulement par le Soudan et le Myanmar;
- C'était le troisième producteur mondial de tabac (749 000 tonnes), dépassé seulement par la Chine et le Brésil;
- A produit 4,2 millions de tonnes de pois cajan;
- A produit 1,2 million de tonnes de ricin;
- A produit 1,2 million de tonnes de laitue et chicorée;
- A produit 978 000 tonnes de caoutchouc naturel;
- A produit 678 000 tonnes de  anis / coriandre;
- A produit 583 000 tonnes de carotte;
- A produit 572 000 tonnes de fibre de coco;
- A produit 326 000 tonnes de café;

En plus de petites productions d'autres produits agricoles.
L'Inde est le deuxième pays producteur de riz au monde avec 134 millions de tonne en 2009, année où le pays devient importateur pour cette denrée.
L'Inde est également l'un des principaux pays producteur de thé. Les thés Darjeeling, Assam et Nilgiri sont des thés noirs originaires des régions du même nom en Inde. Le pays produit également du café, du caoutchouc (au sud) et exploite des cultures d'oléagineux au centre du pays.
L'Inde possède le plus grand cheptel bovin au monde, avec 325 millions d'individus, notamment des buffles et zébus.
L'Inde est le deuxième pays producteur de Lait de vache en 2012 (54 millions de tonnes), et le premier pour le lait de bufflonne (66 millions de tonnes). C'est également le premier pays producteur de lait de chèvre (4,8 millions de tonnes). La production est cependant insuffisante pour couvrir les besoins nationaux.
L’agriculture contribue à hauteur de 15 % au PIB indien et fait vivre 60 % de la population dans les années 2010.

### Principales productions
Le tableau ci-dessous présente les 20 premiers produits, en valeur, de l'agriculture indienne en 2009. Le tableau indique également le rendement moyen des exploitations agricoles indiennes pour chaque produit. A titre de comparaison, sont également indiqués les rendements des exploitations les plus productives du monde en 2010 et le nom des pays concernés. Ce tableau suggère que l'Inde a de grandes possibilités de gains de productivité et d'augmentation de la production et des revenus agricole,.
| Rang | Productions       | Valeur (milliards de dollars US, 2013) | Prix unitaire (dollars/kg, 2009) | Rendement moyen (tonnes/ha, 2010) | Pays les plus productifs (tonnes/ha, 2010) | Pays les plus productifs (tonnes/ha, 2010) |
| ---- | ----------------- | -------------------------------------- | -------------------------------- | --------------------------------- | ------------------------------------------ | ------------------------------------------ |
| 1    | Riz               | 42,57                                  | 0,27                             | 3,99                              | 12,03                                      | Australie                                  |
| 2    | Lait de bufflonne | 27,92                                  | 0,65                             | 0,63                              | 0,63                                       | Inde                                       |
| 3    | Lait de vache     | 18,91                                  | 0,31                             | 1,2                               | 10,3                                       | Israël                                     |
| 4    | Blé               | 13.98                                  | 0,15                             | 2,8                               | 8,9                                        | Pays-Bas                                   |
| 5    | Mangues, goyaves  | 10,79                                  | 0,6                              | 6,3                               | 40,6                                       | Cap-Vert                                   |
| 6    | Sucre de canne    | 10,42                                  | 0,03                             | 66                                | 125                                        | Pérou                                      |
| 7    | Coton             | 8,65                                   | 1,43                             | 1,6                               | 4,6                                        | Israël                                     |
| 8    | Bananes           | 7,77                                   | 0,28                             | 37,8                              | 59,3                                       | Indonésie                                  |
| 9    | Pommes de terre   | 7,11                                   | 0,15                             | 19,9                              | 44,3                                       | États-Unis                                 |
| 10   | Tomates           | 6,74                                   | 0,37                             | 19,3                              | 524,9                                      | Belgique                                   |
| 11   | Légumes frais     | 6,27                                   | 0,19                             | 13,4                              | 76,8                                       | États-Unis                                 |
| 12   | Viande de buffle  | 4,33                                   | 2,69                             | 0,138                             | 0,424                                      | Thaïlande                                  |
| 13   | Arachides         | 4,11                                   | 1,96                             | 1,8                               | 17,0                                       | Chine                                      |
| 14   | Gombos            | 4,06                                   | 0,35                             | 7,6                               | 23,9                                       | Israël                                     |
| 15   | Oignons           | 4,05                                   | 0,21                             | 16,6                              | 67,3                                       | Irlande                                    |
| 16   | Pois chiches      | 3,43                                   | 0,4                              | 0,9                               | 2,8                                        | Chine                                      |
| 17   | Viande de poulet  | 3,32                                   | 0,64                             | 10,6                              | 20,2                                       | Chypre                                     |
| 18   | Fruits frais      | 3,25                                   | 0,42                             | 1,1                               | 5,5                                        | Nicaragua                                  |
| 19   | Œufs de poule     | 3,18                                   | 2,7                              | 0,1                               | 0,42                                       | Japon                                      |
| 20   | Soja              | 3,09                                   | 0,26                             | 1,1                               | 3,7                                        | Turquie                                    |

## L'agriculture dans la culture indienne
Le dieu de la pluie, Indra, est l’un des plus révérés du pays.